# Lista siturilor arheologice din județul Covasna - Î
Lista siturilor arheologice din județul Covasna - Î conține toate siturile arheologice din județul Covasna înscrise în Repertoriul Arheologic Național (RAN) și aflate în localități al căror nume începe cu litera Î. RAN este administrat de Ministerul Culturii și Patrimoniului Național și cuprinde date științifice, cartografice, topografice, imagini și planuri, precum și orice alte informații privitoare la zonele cu potențial arheologic, studiate sau nu, încă existente sau dispărute.
Puteți căuta un sit din localitățile care încep cu litera Î folosind formularul de mai jos sau puteți naviga prin toate siturile din județ la Lista siturilor arheologice din județul Covasna.
| Cod RAN     | Denumire | Localitate              | Adresă            | Datare            | Descoperit | Coordonate | Imagine           | Erori            |
| ----------- | --- | ----------------------- | ----------------- | ----------------- | ---------- | ---------- | ----------------- | ---------------- |
| 63599.01.01 | Valul de pământ de la Întorsura Buzăului / ansamblu Șanțul Popilor (Categorie: fortificație) (Tip: Val de pământ) | oraș Întorsura Buzăului |                   |                   |            |            | Încărcați imagine | Raportați eroare |
| 63599.02.01 | Așezarea eneolitică de la Întorsura Buzăului / ansamblu anonim (Categorie: locuire civilă) (Tip: Așezare)         | oraș Întorsura Buzăului | Sălașul românilor | Cucuteni - Ariușd |            |            | Încărcați imagine | Raportați eroare |